# ترابری در نایروبی
ترابری در نایروبی از جمله پروژه‌های نه‌چندان توسعه یافته این پایتخت آفریقایی است. بزرگترین پروژه ترابری این شهر همانا ترابری ریلی این شهر با سایر شهرهای کنیا و برخی کشورهای همسایه محسوب می‌شود.

## فرودگاه‌ها

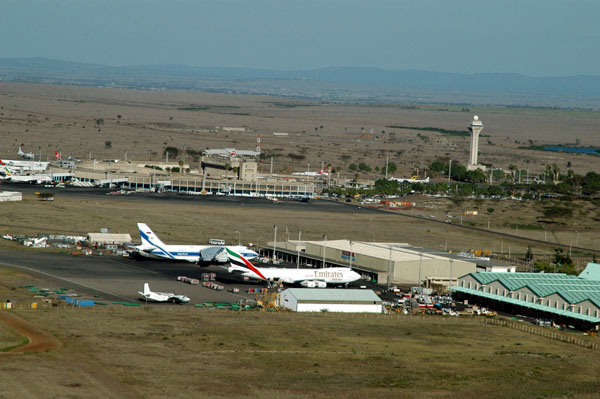
ترمینال ورودی فرودگاه بین‌المللی کنیاتا

فرودگاه بین‌المللی جومو کنیاتا اصولاً در خدمت شهر نایروبی قرار دارد. این فرودگاه بزرگترین فرودگاه مناطق شرقی و مرکزی آفریقا است که در سال ۲۰۰۵ ۴ میلیون مسافر را جابجا نموده است. این فرودگاه کانون اصلی ترابری مسافرانی است که به منظور دیدار از جاذبه‌های طبیعی آفریقای شرقی و دیگر شهرهای کوچک آفریقا، از طریق آن پرواز می‌کنند. این فرودگاه در ۲۰ کیلومتری مرکز اداری (تجاری) نایروبی واقع شده‌است، سرویس‌های تاکسی و مسافربری و اتوبوس‌ها برای حمل مسافر به آن نقطه، خدمات ارائه می‌شود. فرودگاه بطور مستقیم به مسافران بین قاره‌ای از اروپا و آسیا سرویس می‌دهد.
فرودگاه ویلسون، یک فرودگاه کوچک و شلوغ در غرب نایروبی است. ویلسون سرویس‌های هوایی کوتاه را که کلاً برای داخل کنیا می‌باشد، ارائه می‌دهد، اما به برخی مقاصد در آفریقای شرقی نیز سرویس می‌دهد.
فرودگاه ایستلی در دوره پیش از ظهور هواپیمای جت، در خط هوایی، دارای یک باند قدیمی فرود بود. از آن در یک منطقه فرود در دهه‌های ۱۹۳۰ و ۱۹۴۰ برای مسافرانانگلیسی و نیز مسیر پستی از ساوتهمپتون تا کیپ تاون استفاده می‌شد. از این مسیر برای استفاده هواپیماهای آبی بین انگلیس و کیزومو و سپس برای هواپیمای فرود آینده بر روی باند زمینی در مسیرهای جنوبی بهره گرفته می‌شد. هم‌اکنون این فرودگاه یک پایگاه نظامی است.

## اتوبوس
اتوبوس‌ها رایجترین شکل حمل و نقل در داخل شهر نایروبی هستند. مدل‌های ماتاتو، مینی بوسهای تحت تملک شخصی هستند که متداولترین شکل ترابری بومی محسوب می‌شوند، و کلاً ظرفیت حمل ۱۲ نفر مسافر را دارند. ماتاتوها در داخل نایروبی و از نایروبی به مقصد شهرهای دیکگر فعالیت می‌کنند. مقصد ماتاتو در پهلوی وسیله نقلیه ثبت شده‌است.
ماتاتوها به سادگی از طرح‌های رنگی وتجملی خود قابل تشخیص می‌باشند. مالکان آنها، ماتاتو را مطابق با طرح تیم مورد علاقه اتحادیه فوتبال، یا هنرپیشه موسیقی (هپ هاپ) نقاشی می‌کنند. این کار آن‌ها به خاطر مقاصد تضعیف کنده ایمنی، انگشت نما است و حاصل آن ترافیک شدید و رانندگی با بیدقتی است. رانندگان ماتاتو به منظور حداکثر ساختن سود دریافتی خود از مسافران مجبورند تاسرحد امکان مسیرهای سرراست و مستقیم را بپیمایند.
اما، در سال۲۰۰۴، قانونی تصویب شد که بر اساس آن، همه ماتاتوها باید کمربند ایمنی، کنترل‌کننده سرعت داشته و بدنه آن‌ها با رنگ یکدست سفید با نواری زرد بر روی آن پوشیده شده باشد. در ابتدا، این کار سبب اضطراب در میان رانندگان ماتتو گردید، اماتوسط دولت تحت فشار قرار گرفتند و فشار عمومی موجب اعمال این تغییرات گردید. حداکثر سرعت برای ماتاتوها هم‌اکنون ۸۰ کیلومتر در ساعت است.
سیتی هوپا، جدیدترین اتوبوس ناوگان عملیاتی در نایروبی است که تحت مالکیت خصوصی استفاده می‌شود، این مدل اتوبوسهای جدیدی را درمسیرهای متعدد شهری به خدمت گرفته‌است. اتوبوسهای سیتی هوپا از رنگ سبز معمولی خود شناخته می‌شوند.

## خطوط راه آهن

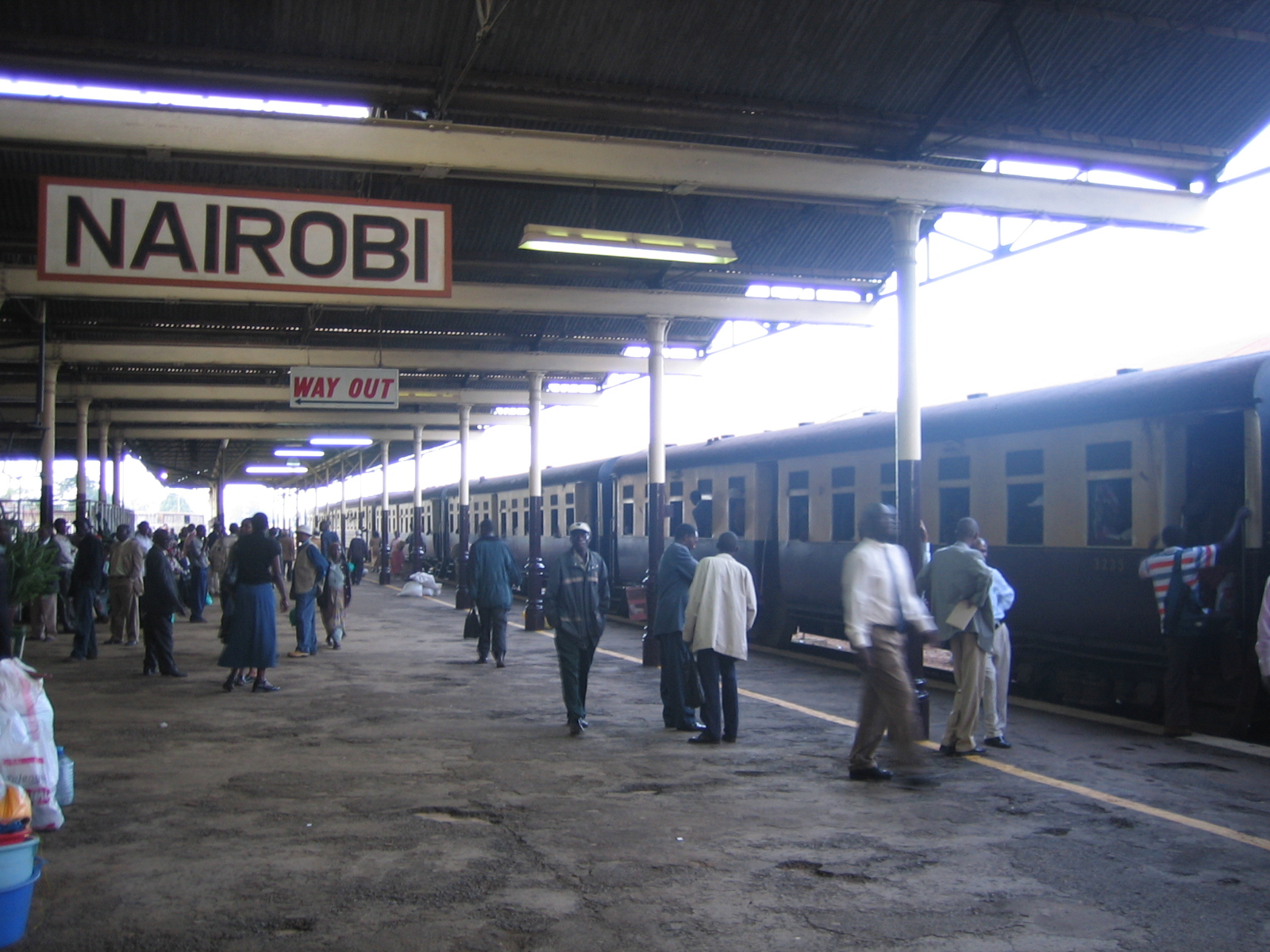
ایستگاه قطار نایروبی

نایروبی به عنوان یک شهر بر خطوط ریلی تأسیس شد، و مراکز اصلی خطوط راه‌آهن کنیا هنوز در آنجا نزدیک مرکز شهر قراردارد. این خط در نایروبی از مومباسا به سوی کامپالا کشیده شده‌است. کاربرد اصلی آن حمل و نقل کرایه‌ای است، اما قطارهای مسافری منظم شبانه، مومباسا، نایروبی و کیزومو را به هم متصل می‌کنند. شماری از قطارهای منظم صبح و بعدازظهر، مرکز شهر را به نواحی حومه ارتباط می‌دهد، اما این شهر هیچگونه خط ریلی درست برای تراموا یا خطوط مترو ندارد. نایروبی همچنین محل اتصال یک خط آهن انشعاب به نانیوکی است.